# کرومسین
کرومسین (به چکی: Krumsín) یک منطقهٔ مسکونی در جمهوری چک است که در ناحیه پروستییوو واقع شده‌است.
 کرومسین ۵٫۸۲ کیلومتر مربع مساحت و ۵۹۳ نفر جمعیت دارد و ۳۱۲ متر بالاتر از سطح دریا واقع شده‌است.